# NGC 1729
NGC 1729 је спирална галаксија у сазвежђу Орион која се налази на NGC листи објеката дубоког неба.
Деклинација објекта је - 3° 21' 11" а ректасцензија 5h 0m 15,6s. Привидна величина (магнитуда) објекта NGC 1729 износи 12,9 а фотографска магнитуда 13,6. NGC 1729 је још познат и под ознакама MCG -1-13-43, IRAS 04577-0325, PGC 16529.